# Меженіновка
Межені́новка (рос. Межениновка) — село у складі Томського району Томської області, Росія. Адміністративний центр Меженіновського сільського поселення.

## Населення
Населення — 1170 осіб (2010; 1090 у 2002).
Національний склад (станом на 2002 рік):
- росіяни — 94 %